# Lorenz Wäger
Lorenz Wäger (St. Johann in Tirol, 7 de agosto de 1991) es un deportista austríaco que compite en biatlón. Ganó una medalla de oro en el Campeonato Europeo de Biatlón de 2014, en la prueba por relevos.

## Palmarés internacional
| Campeonato Europeo | Campeonato Europeo           | Campeonato Europeo | Campeonato Europeo |
| Año                | Lugar                        | Medalla            | Prueba             |
| ------------------ | ---------------------------- | ------------------ | ------------------ |
| 2014               | Nové Město (República Checa) | Medalla de oro     | Relevo             |